# Adorable Arabelle
Pour plus de détails, voir Fiche technique et Distribution.
Adorable Arabelle (Bezaubernde Arabella) est un film allemand réalisé par Axel von Ambesser, sorti en 1959.
Il s'agit de l'adaptation du roman Arabella et le Libertin de Georgette Heyer, publié en 1949.

## Synopsis
Allemagne, vers 1900: après la mort de son père, Arabella, la fille aînée de la famille, doit subvenir aux besoins de la famille endettée. Elle se rend à Londres chez sa tante quelque peu excentrique, Lady Bridlington, qui gagne sa vie simplement en faisant le portrait des animaux domestiques des nobles. Son bon ami, Lord Fleetwood, doit présenter Arabella à la société en lui permettant d'épouser rapidement un homme riche.
La première rencontre se fait avec le charmant, riche et intelligent Robert Beaumaris, qui cependant ne convient plus à Lord Fleetwood et ne peut plus être un candidat au mariage. Comme Fleetwood se comporte comme un père, Arabella demande à Robert de lui présenter de possibles maris, il accepte. Avec Fleetwood, il parie également sur un cheval qu'il épousera Arabella d'ici cinq semaines. Il pense qu'elle est vraiment à court d'argent, mais ne sait pas qu'elle ne s'occupe que de sa famille.
Les candidats au mariage se révèlent insatisfaisants. Bien qu'Arabella apprenne tout sur les bières (pour un riche brasseur), les peintures (pour un collectionneur de peintures) et la chasse au gros gibier (pour un chasseur de gros gibier) avant chaque réunion, un couplage échoue pour diverses raisons. Quand Robert apprend pourquoi Arabella agit ainsi, il la voit soudainement sous un jour différent et en tombe amoureux.
Une nouvelle vient d’Allemagne : la sœur cadette d'Arabella épousera un homme riche qui hypothéquera la maison familiale et sauvera la famille de difficultés financières. Arabella n'a plus besoin d'un mari riche et décide de se venger de Robert pour tous les maris potentiels égarés et ses moqueries toujours plus ridicules : Elle flirte avec l'athlète Gordon Blair, qui est certes riche, mais qui peut aussi marquer des points avec son apparence, sa jeunesse et son intellect. Même si cela n’a plus d’importance, ils passent beaucoup de temps ensemble. Alors qu'Arabella veut seulement savoir si Robert devient jaloux, Gordon tombe amoureux d’Arabella au point de faire une demande en mariage. Ce n'est que maintenant que Robert met fin à son apparente retenue et révèle son amour à Arabella. Arabella et lui deviennent enfin un couple.

## Fiche technique
- Titre français : Adorable Arabelle[1]
- Titre original : Bezaubernde Arabella
- Réalisation : Axel von Ambesser assisté de Karl Stanzl
- Scénario : Peter Berneis, Fritz Eckhardt
- Musique : Hans-Martin Majewski
- Direction artistique : Gottfried Will, Rolf Zehetbauer
- Costumes : Manon Hahn
- Photographie : Günther Senftleben
- Son : Oskar Haarbrandt
- Montage : Ingrid Wacker
- Production : Georg M. Reuther
- Société de production : Rhombus Film
- Société de distribution : UFA-Filmverleih
- Pays d'origine :  Allemagne de l'Ouest
- Langue : allemand
- Format : Couleur - 1,66:1 - mono - 35 mm
- Genre : Comédie romantique
- Durée : 87 minutes
- Dates de sortie :
  - Allemagne de l'Ouest : 22 décembre 1959.
  - Autriche : 8 janvier 1960.
  - France : 24 février 1961[1].

## Distribution
- Johanna von Koczian : Arabella
- Carlos Thompson : Robert Beaumaris
- Hilde Hildebrand : Lady Bridlington
- Axel von Ambesser : Lord Fleetwood
- Peer Schmidt (de) : Gordon Blair
- Hans Nielsen : Le père Hagemann
- Josef Meinrad : Sir Archibald Duncan
- Fritz Eckhardt : Hill, le brasseur
- Käthe Haack : La mère Reger
- Christian Doermer (de) : Helmut Hagemann
- Karin Himboldt (de) : Harriet
- Ulla Moritz (de) : Charlotte
- Michaela Heine : Elschen
- Alexander von Richthofen : Karl-Heinz
- Franz-Otto Krüger : M. Schnering
- Emmy Burg (de) : Mme Schnering
- Reginald Pasch : Bill, l'administrateur
- Gregor von Rezzori: Sir Roderick Crawford

## Source de traduction
- (de) Cet article est partiellement ou en totalité issu de l’article de Wikipédia en allemand intitulé « Bezaubernde Arabella » (voir la liste des auteurs).